# Missões diplomáticas de Nauru

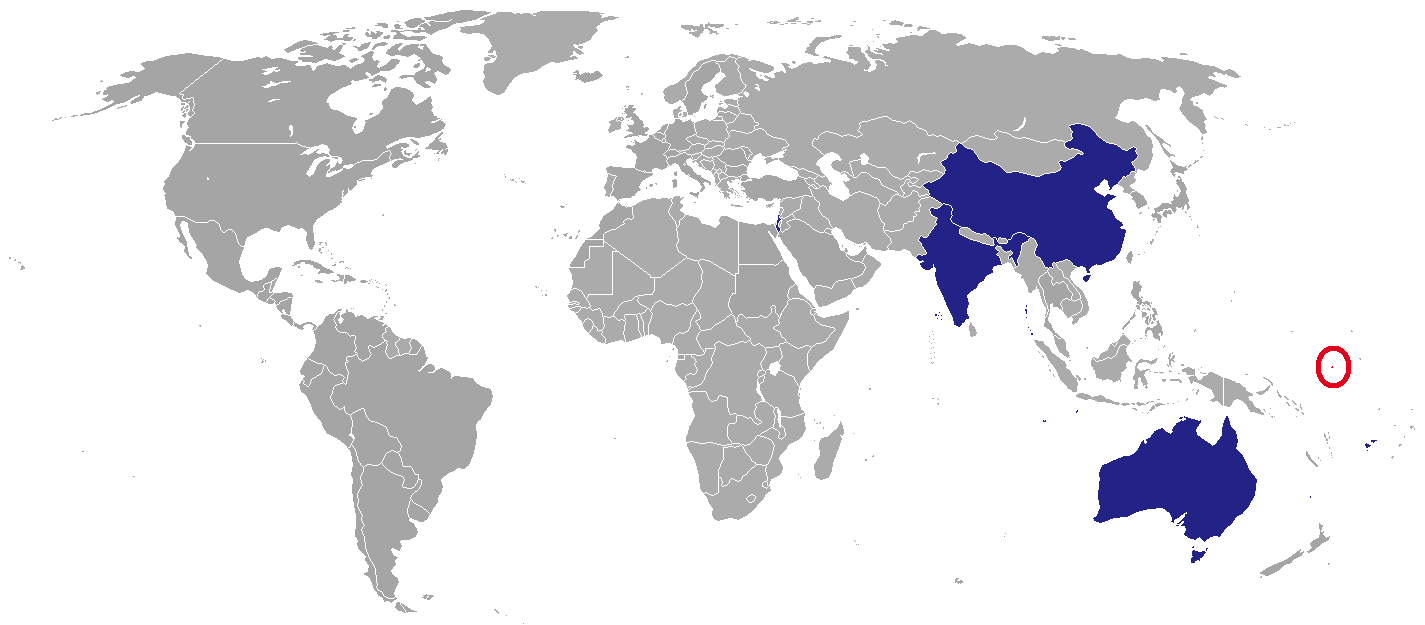
Missões diplomáticas de Nauru

Abaixo estão listadas as embaixadas e consulados de Nauru:

## Ásia
- Tailândia
  - Bangcoc (Consulado-geral)
- Taiwan
  - Taipé (Embaixada)

## Oceania
- Austrália
  - Brisbane (Consulado-geral)
- Fiji
  - Suva (Alta comissão)

## Organizações multilaterais
- Nova Iorque (Missão permanente de Nauru ante as Nações Unidas)